# 황인원
황인원(黃仁元, 1920년 9월 13일~1978년 2월 11일)은 대한민국의 정치인이다. 제5·6대 국회의원을 지냈다. 경기도 파주 출신이다.

## 학력
- 1939년 경성 대동고등상업학교 졸업
- 1952년 국민대학교 법학부 정치학과 학사 졸업
- 1954년 국민대학교 대학원 법학과 법학석사 졸업
- 1956년 건국대학교 대학원 상학과 이학석사 졸업
- 1958년 대한민국 국방대학원 행정학 석사 졸업

## 경력
- 국립공무원훈련원총무과장
- 국립전남대학교총무과장
- 국립중앙도서관총무과장
- 고등전형시험합격
- 대한웅변협회이사
- 민주당파주군당위원장
- 민주당중앙위원
- 신민당파주군당위원장
- 민정당중앙위원
- 민정당중앙감찰위원회조사부장
- 제5대 국회의원(경기 파주군)
- 제6대 국회의원(경기 고양군·파주군)

## 역대 선거 결과
|  | 12.78% |

|  | 23.72% |

|  | 36.18% |

|  | 33.37% |

|  | 42.84% |

|  | 9.69% |